# Extensionalitetsprincipen
Extensionalitetsprincipen är ett begrepp inom logik och filosofi som innebär att ett sammansatt uttrycks extension eller betydelse enbart är beroende av de ingående uttryckens betydelse. Om ett språk eller en viss teori uppfyller extensionalitetsprincipen innebär det att ett uttryck som ingår i ett sammansatt uttryck kan bytas ut mot ett annat uttryck med samma extension, utan att det sammansatta uttryckets betydelse påverkas. Två uttryck som har samma extension kallas samextensionella. Vad det innebär att två objekt är samextensionella beror på vilken typ av objekt det rör sig om. I satslogik betyder det att två termer är samextensionella om de refererar till samma objekt. I mängdlära betyder det att två mängder är identiska om de innehåller exakt samma element.
Kontexter som inte är extensionala kallas intensionala. I många språkliga kontexter gäller inte extensionalitetsprincipen, till exempel om någon uttrycker ett orsakssammanhang, indirekt anföring eller talar om möjlighet. Ett exempel på ett felaktigt argument som inte tar hänsyn till att extensionalitetsprincipen inte gäller i språkliga kontexter som uttrycker orsakssammanhang är detta:
|                             | 1. | Vampyren gillade Annika därför att Annika är en individ med hjärta.        |
|                             | 2. | Alla som har ett hjärta har också njurar.                                  |
| {\displaystyle \therefore } | 3. | Alltså gillade vampyren Annika därför att Annika är en individ med njurar. |

Ett annat exempel på situationer där extensionalitetsprincipen inte gäller är direkta citat:
|                             | 1. | "Stockholm" stavas med nio bokstäver.       |
|                             | 2. | Stockholm är samma stad som Tukholma.       |
| {\displaystyle \therefore } | 3. | Alltså stavas "Tukholma" med nio bokstäver. |

Inom intensional logik och modallogik studerar man sambandet mellan olika påståenden i språkkontexter där extensionalitetsprincipen inte gäller.